# (466619) 2014 VY19
(466619) 2014 VY19 es un asteroide perteneciente al cinturón de asteroides, descubierto el 15 de diciembre de 2006 por el equipo Spacewatch desde el Observatorio Nacional de Kitt Peak (Arizona, Estados Unidos).